# Karl Alfred von Gemmingen

Karl von Gemmingen um 1900

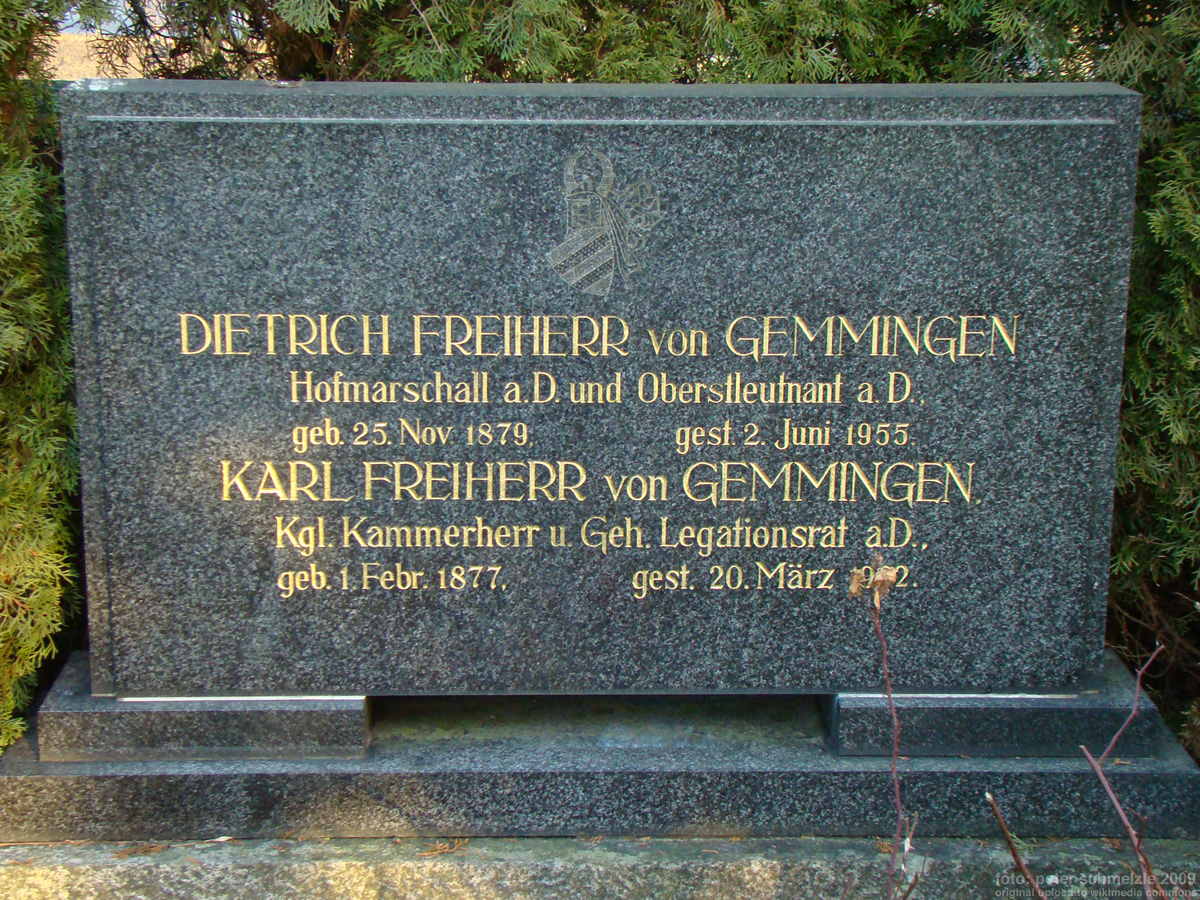
Grabstein der Brüder Dietrich und Karl von Gemmingen in Bad Rappenau-Fürfeld

Karl Alfred Franz Dietrich von Gemmingen (* 1. Februar 1877 in Maulbronn; † 20. März 1962 in Schwäbisch Gmünd) war königlich-württembergischer Kammerherr und geheimer Legationsrat.

## Leben
Er entstammte der Fürfelder Linie der Freiherren von Gemmingen-Guttenberg und war ein Sohn des Forstbeamten und Kammerherrn Alexander von Gemmingen (1838–1913) und der Hedwig von Degenfeld-Neuhaus (1845–1903). Er studierte Rechtswissenschaften in Tübingen und Berlin. 1896 wurde Mitglied des Corps Suevia Tübingen. Er legte 1901 das Referendar- und 1904 das Assessorexamen ab und wurde 1905 zum Dr. iur. promoviert. 
Wie der Vater und sein jüngerer Bruder Dietrich Alfred von Gemmingen trat auch er in den württembergischen Staatsdienst und wurde 1914 königlicher Kammerherr. Am Ersten Weltkrieg nahm er zuletzt als Major teil. Ab 1920 stand er im persönlichen Dienst des abgedankten württembergischen Königs Wilhelm II., ab 1921 im Dienst der ehemaligen Königin Charlotte. 1936 trat er in den Ruhestand, den er in Stuttgart und Schwäbisch Gmünd verlebte.
Er starb 1962 in Schwäbisch Gmünd. Seine Urne wurde nach Fürfeld überführt und dort beigesetzt. Da es Brauch war, bei der Überführung von Toten die Kirchturmglocken zu läuten, seine Urne aber mit der Paketpost transportiert wurde, hat man das Portfahrzeug mit Glockengeläut begrüßt.